# 巴波川
巴波川（うずまがわ）は、栃木県南部を流れる利根川水系渡良瀬川支流の一級河川。

## 流路
流域は栃木県中西部から南部。栃木市川原田町の白地沼（しらじぬま）を水源とし、思川小倉堰（栃木市西方町本城）の分水と合流、広い平野を南に流れていく。栃木市の市街地中心部では歴史ある蔵が立ち並ぶ景観の中を流れ、南西に転じ渡良瀬遊水地に入り、栃木市藤岡町石川で渡良瀬川に合流する。渡良瀬遊水地と栃木市大平町伯仲・小山市大字中里付近間は国土交通大臣が管理する直轄管理区間。

## 流域の自治体
栃木県
栃木市、小山市

## 名称の由来
「ウズを巻き、波を立てて流れる」という意味に由来する。近世には「宇津間川」、「鶉妻川」などとも表記された。

## 歴史
中世から江戸川と通じた舟運の盛んな川で、栃木市内には蔵造りの建造物が多く残り「蔵の街」として親しまれている。舟運の始まりは、江戸時代に徳川家康の霊柩を久能山から日光山に改葬した際に、日光御用の荷物を栃木河岸に陸揚げしたことが端緒である。その後、物資の集散地として江戸との交易で隆盛を極めた。現在は、錦鯉が放流されており、船頭による舟歌が楽しめる観光用の舟（蔵の街遊覧船）が行き来する。
ナマズの民話があり、そのナマズを模したしゃもじの郷土玩具がある。

## 治水
明治時代に堤防が築かれる以前はたびたび氾濫し、橋をかけても2年ともたないと言われたほどであった。氾濫を鎮めるために人柱を立てたという伝説も残っており、「巴波川悲話」として栃木市の塚田歴史伝説館などで紹介されている（幸来橋#伝承・逸話を参照）。
近代以降においては、1947年（昭和22年）16日、カスリーン台風襲来の際に旧部屋村内で堤防が決壊、部屋村の全戸と旧生井村の6割が浸水する大洪水となり、多くの被災者を出した。また、2015年（平成27年）9月の関東・東北豪雨、2019年（令和元年）の東日本台風襲来の際にも氾濫し、被害を出した。

## 支流
- 荒川
- 新川（小倉川の分水）[3]
- 永野川
  - 出流川
  - 藤川
  - 赤津川

## 自然
栃木市内には多くの錦鯉が生息している。最盛期、鯉の数は県庁堀と合わせて10万匹にまでなったとも言われている。

## 橋梁

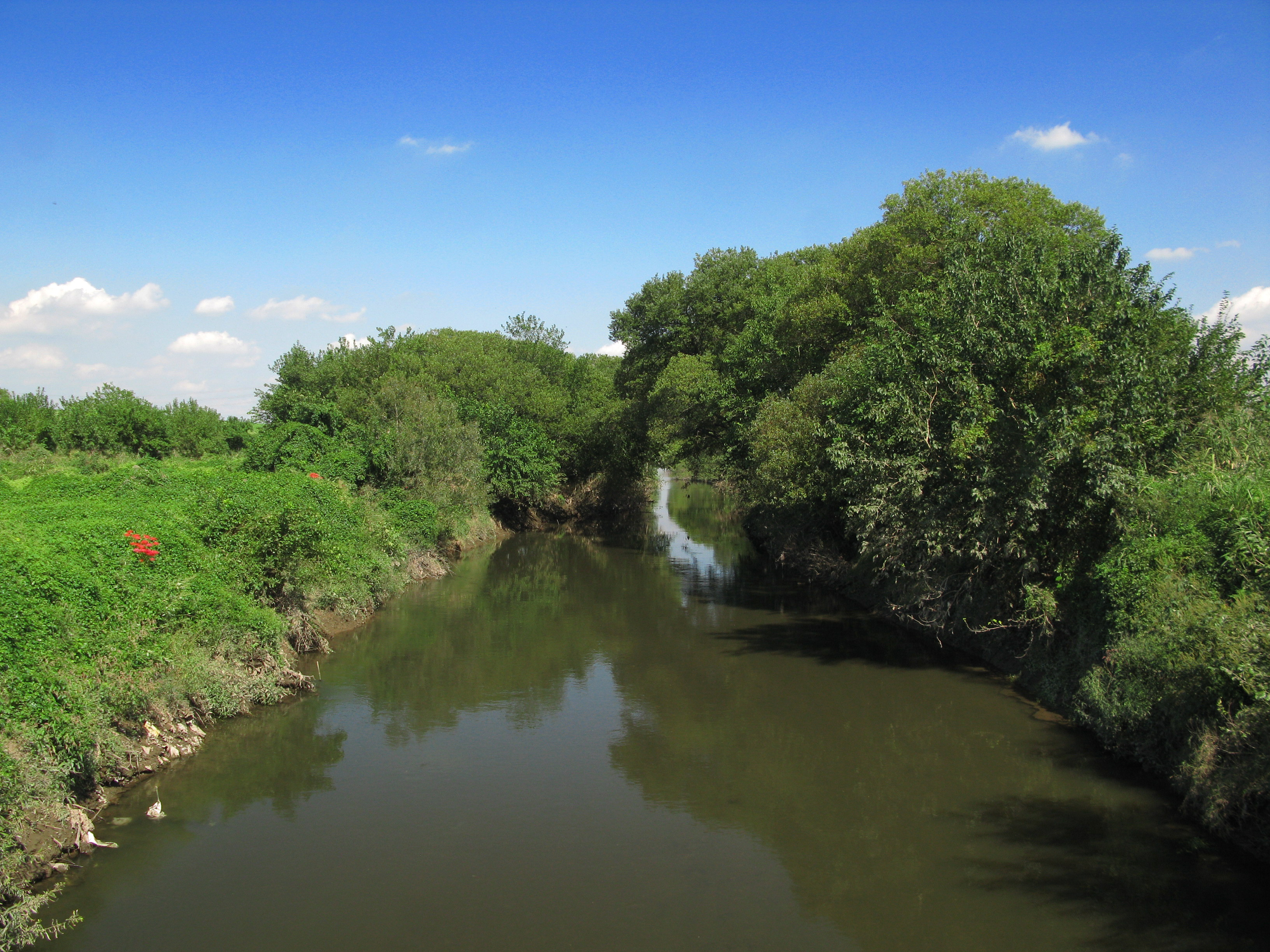
石川橋付近

上流から
- ふるさと橋
- 新藤沼橋
- 藤沼橋
- 新高瀬橋（栃木県道37号栃木粟野線）
- 高瀬橋
- 新蟹田橋（栃木県道37号栃木粟野線）
- 蟹田橋（栃木県道309号栃木環状線）
- 雷電橋
- 原ノ橋（栃木県道32号栃木粕尾線）
- 小平橋
- 沖乃橋
- 嘉右衛門橋
- 泉橋
- 大川橋
- 開運橋
- 常盤橋
- 倭橋
- 幸来橋（栃木県道75号栃木佐野線）
- 巴波川橋
- 公園橋（瀬戸河原公園内）
- 相生橋
- 関門橋（栃木県道11号栃木藤岡線）
- 開明橋（栃木県道153号南小林栃木線）
- 新橋
- 平成橋（栃木県道31号栃木小山線）
- 両毛線・東武日光線
- 弁天橋
- 金橋
- 愛宕橋
- 吾妻橋
- 寿橋
- 感際橋（栃木県道311号小山大平線）
- 中村橋
- 新田橋
- 生駒橋（栃木県道36号岩舟小山線）
- 本郷橋
- 新蛍橋（栃木県道153号南小林栃木線）
- 蛍橋
- 新巴波川橋（国道50号）
- 泉橋

- 新泉橋
- 雷電橋
- 昇明橋（栃木県道160号和泉間々田線）
- 緑川橋
- 巴波橋（栃木県道50号藤岡乙女線）
- 石川橋（沈下橋）